# 索拉布
索拉布（Sorab），是印度卡纳塔克邦Shimoga县的一个城镇。总人口7424（2001年）。

## 人口
该地2001年总人口7424人，其中男性3812人，女性3612人；0—6岁人口820人，其中男413人，女407人；识字率79.78%，其中男性为84.02%，女性为75.30%。